# 时间、爱、记忆
《时间、爱、记忆：一位伟大的生物学家和他对行为起源的探索》（英語：Time, Love, Memory: A Great Biologist and His Quest for the Origins of Behavior）是一本美国作家乔纳生·威诺创作的生物学家，遗传学的先驱西摩·本泽的传记，获2000年英国皇家学会科学图书奖提名。